# Таболово
Табо́лово (рос. Таболово) — присілок у складі Ленінського міського округу Московської області, Росія.

## Населення
Населення — 93 особи (2010; 27 у 2002).
Національний склад (станом на 2002 рік):
- росіяни — 100 %